# المفرق (الضليعة)

'

تعديل مصدري - تعديل

المفرق هي إحدى قرى عزلة الضليعة بمديرية الضليعة التابعة لمحافظة حضرموت، بلغ تعداد سكانها 6 نسمة حسب تعداد اليمن لعام 2004.